# Богуславский, Виктор Николаевич (разведчик)
Ви́ктор Никола́евич Богусла́вский (1894, Тифлис (ныне Тбилиси), Российская империя — 1939, Московская область, Советский Союз) — советский разведчик РУ штаба РККА, бригинтендант (1936).

## Биография
Родился в русской семье рабочих. Член РКП(б) с 1918. Окончил восточный факультет Военной академии им. М. В. Фрунзе (1925—1927). Комиссар Управления по обеспечению безопасности кораблевождения Чёрного и Азовского морей. С июля 1927 в распоряжении разведывательного управления штаба РККА, на этой же должности и в феврале 1933. Уволен из РККА 15 июня 1937. Перед арестом начальник 1-го отдела Мобилизационного управления Народного комиссариата водного транспорта СССР, экономист планового отдела того же наркомата. Репрессирован, арестован 4 августа 1938 и расстрелян 14 апреля 1939. Реабилитирован посмертно 12 мая 1956.

### Звания
- бригинтендант (26 ноября 1936).